# فلاديمير شويستر
فلاديمير شويستر (بالكرواتية: Vladimir Šujster)‏ مواليد 26 مايو 1972 في جمهورية يوغوسلافيا الاشتراكية الاتحادية، هو لاعب كرة يد كرواتي سابق لعب كجناح أيمن. مثل منتخب كرواتيا لكرة اليد في 5 مباريات. شارك في دورة الألعاب الأولمبية الصيفية سنة 1996.

## الإنجازات
- الدوري الكرواتي لكرة اليد (1): 1996-97

## روابط خارجية
- فلاديمير شويستر على موقع الاتحاد الأوروبي لكرة اليد (الإنجليزية)
- فلاديمير شويستر على موقع أوليمبيديا (الإنجليزية)